# Gilbert Glaus
Gilbert Glaus (* 2. Dezember 1955 in Thun) ist ein ehemaliger Schweizer Radrennfahrer.
Gilbert Glaus wuchs in Kerzers auf und ist gelernter Schlosser. Von 1971 war er als Radrennfahrer aktiv, zunächst als Amateur. 1977 gewann er den Grand Prix Tell. Bei den Strassen-Radweltmeisterschaften 1978 wurde er Weltmeister im Strassenrennen auf dem Nürburgring und errang mit der Mannschaft die Bronzemedaille im Mannschaftszeitfahren. Glaus wurde nach der Weltmeisterschaft der Gebrauch von Dopingmitteln nachgewiesen. Dennoch wurde ihm der Titel nicht aberkannt, da die Union Cycliste Internationale (UCI) Formfehler im Verfahren bemängelte. 1979, 1981, 1989 und 1992 siegte er in der Stausee-Rundfahrt Klingnau. 1979 holte er einen Etappensieg im Grand Prix Suisse de la Route. 1980 nahm Gilbert Glaus an den Olympischen Sommerspielen in Moskau teil, im olympischen Strassenrennen wurde er Elfter. Im Mannschaftszeitfahren kam der Vierer der Schweiz mit Gilbert Glaus, Fritz Joost, Jürg Luchs und Richard Trinkler auf den 14. Rang. Den Gran Premio di Lugano gewann er in der Olympiasaison. 1981 belegte er den dritten Platz bei den Strassenweltmeisterschaften in Prag. 1977, 1980 und 1981 siegte er beim Giro del Mendrisiotto und ist damit bis heute Rekordsieger. 1981 wurde Glaus als erfolgreichster Amateur der Schweiz geehrt. 1982 gewann er die Genfer Kantonsrundfahrt und 1983 die Hegiberg-Rundfahrt.
1982 wurde Glaus, der als Sprinter galt, Profi und gewann die Schweizer Strassenmeisterschaft. Fünfmal – 1982, 1983, 1984, 1986 sowie 1987 – nahm er an der Tour de France teil. Bei der Tour de France 1983 gewann er die 22. und letzte Etappe auf den Champs-Élysées in Paris. 1984 wurde er Letzter und Träger der Roten Laterne.
1986 siegte Gilbert Glaus bei Bordeaux–Paris und 1987 bei der Trofeo Laigueglia. Viermal während seiner Karriere gewann er die Stausee-Rundfahrt Klingnau; nach seinem letzten Sieg im Jahr 1992 beendete er seine aktive Radsport-Karriere als Profi. Anschließend gewann er den Ötztaler Radmarathon für Jedermänner.